# Övre Långsjön
Övre Långsjön är en sjö i Kinda kommun i Östergötland och ingår i Motala ströms huvudavrinningsområde. Sjön har en area på 0,209 kvadratkilometer och ligger 123,3 meter över havet.

## Delavrinningsområde
Övre Långsjön ingår i det delavrinningsområde (644371-149907) som SMHI kallar för Utloppet av Ämmern. Medelhöjden är 121 meter över havet och ytan är 73,91 kvadratkilometer. Räknas de 7 avrinningsområdena uppströms in blir den ackumulerade arean 185,43 kvadratkilometer. Vattendraget som avvattnar avrinningsområdet har biflödesordning 3, vilket innebär att vattnet flödar genom totalt 3 vattendrag innan det når havet efter 129 kilometer. Avrinningsområdet består mestadels av skog (58 procent) och jordbruk (19 procent). Avrinningsområdet har 10,2 kvadratkilometer vattenytor vilket ger det en sjöprocent på 13,8 procent.